# 하이에나 (1992년 영화)
《하이에나》(Hyenes, Hyenas)는 세네갈에서 제작된 지브럴 좁 맘베티 감독의 1992년 코미디, 드라마 영화이며, 프리드리히 뒤렌마트의 희곡 《노부인의 방문》을 각색해 제작하였다. 아미 디아크헤이트 등이 주연으로 출연하였고 피에르-알랑 마이어 등이 제작에 참여하였다.

## 출연

### 주연
- 아미 디아크헤이트
- 지브럴 좁 맘베티

### 조연
- 만수르 디우프

## 기타
- 원작자: 프리드리히 뒤렌마트